# Pata Negra (groupe)
Pour les articles homonymes, voir Pata negra (homonymie).
Pata Negra est un groupe espagnol de flamenco blues, originaire de Séville. Il est formé en 1978 par les deux frères musiciens Raimundo Amador Fernández et Rafael Amador Fernández, après le départ de Kiko Veneno, qui a également fait partie de cette formation musicale.

## Style musical
Leur style musical est catégorisé flamenco, rock, et dans une moindre mesure, blues (qu'ils appellent blueslería). Leur album Blues de la frontera (1987) est reconnu comme l'un des meilleurs édités en Espagne durant les années 1980. En 1996, le groupe entame une tournée avec Navajita Plateá.
En 2005, Rafael reforme le groupe avec son frère Raimundo.

## Discographie

### Compilations
- 1994 : Arte Flamenco
- 1994 : Rock gitano (nuevas mezclas)
- 1998 : Best of Pata Negra
- 2002 : Pata Negra